# Disputa de Marburgo

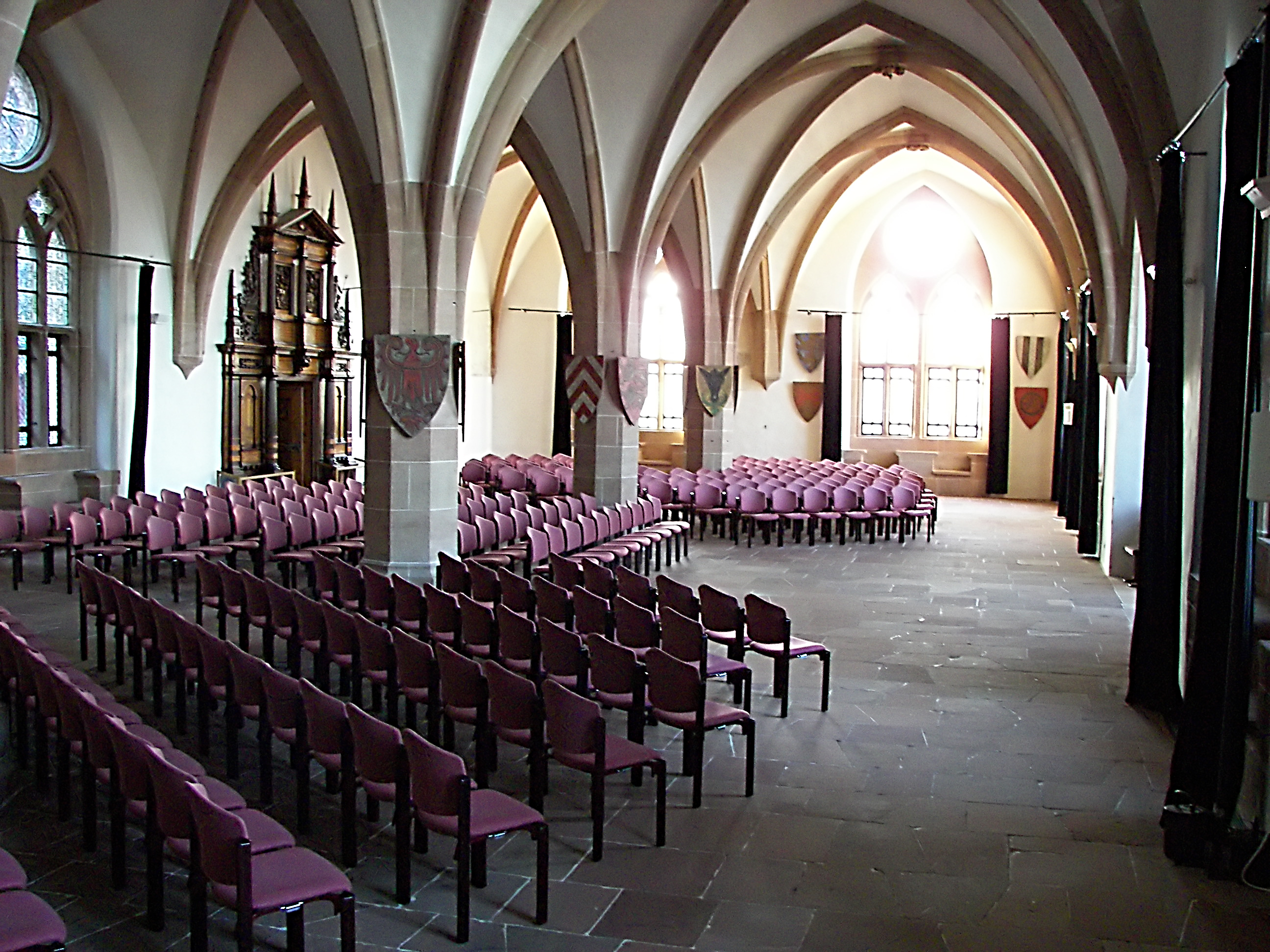
La sala del castillo de Marburgo en la que se celebró el debate en 1529.

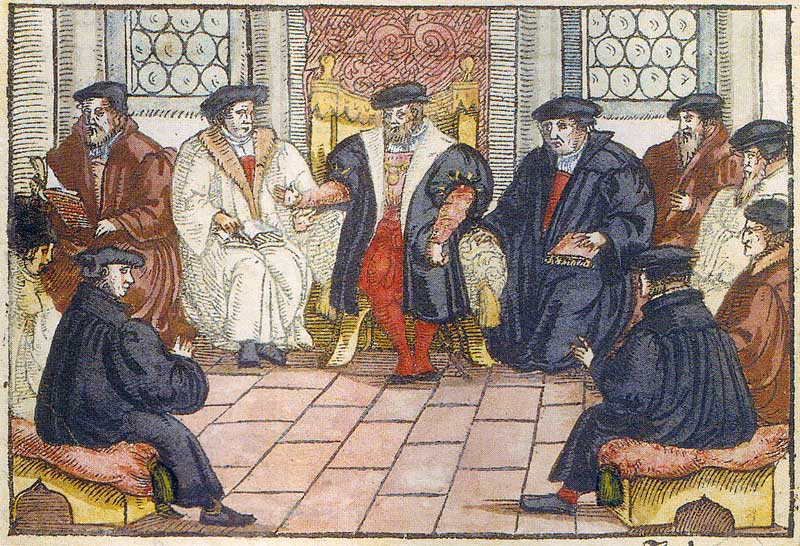
Los reformadores debatiendo en Marburgo en 1529. Xilografía anónima de 1557.

La disputa religiosa de Marburgo o coloquio de Marburgo (en alemán: Marburger Religionsgespräch) fue un debate que tuvo lugar del 1 al 4 de octubre de 1529 en el castillo de Marburgo en Hesse (Alemania).
Este coloquio se celebró por iniciativa de Felipe I de Hesse y reunió a las principales figuras del protestantismo. Lutero, Brenz, Osiander, Agricola y Melanchton se oponían a Zuinglio y Ecolampadio, en tanto que Bucero, Hedio y Capito se esforzaron en conciliar a las dos partes.

## Contexto
La disputa tenía por finalidad resolver las diferencias entre Martín Lutero y Ulrico Zuinglio sobre la realidad de la presencia de Cristo cuando se celebra la Eucaristía.
La misión política de Felipe I de Hesse consistía en reunir a los Estados protestantes dentro de una alianza y para ello era necesario conseguir o favorecer una armonía religiosa. Felipe esperaba que Lutero podría inspirar una alianza entre los príncipes protestantes y reforzar así su posición frente a la amenaza de las fuerzas católicas romanas.
Si bien la primera Dieta de Espira había confirmado el Edicto de Worms, ahora resultaba necesario reconciliar los puntos de vista divergentes de Lutero y Zuinglio para avanzar hacia una teología protestante unificada.

## El coloquio

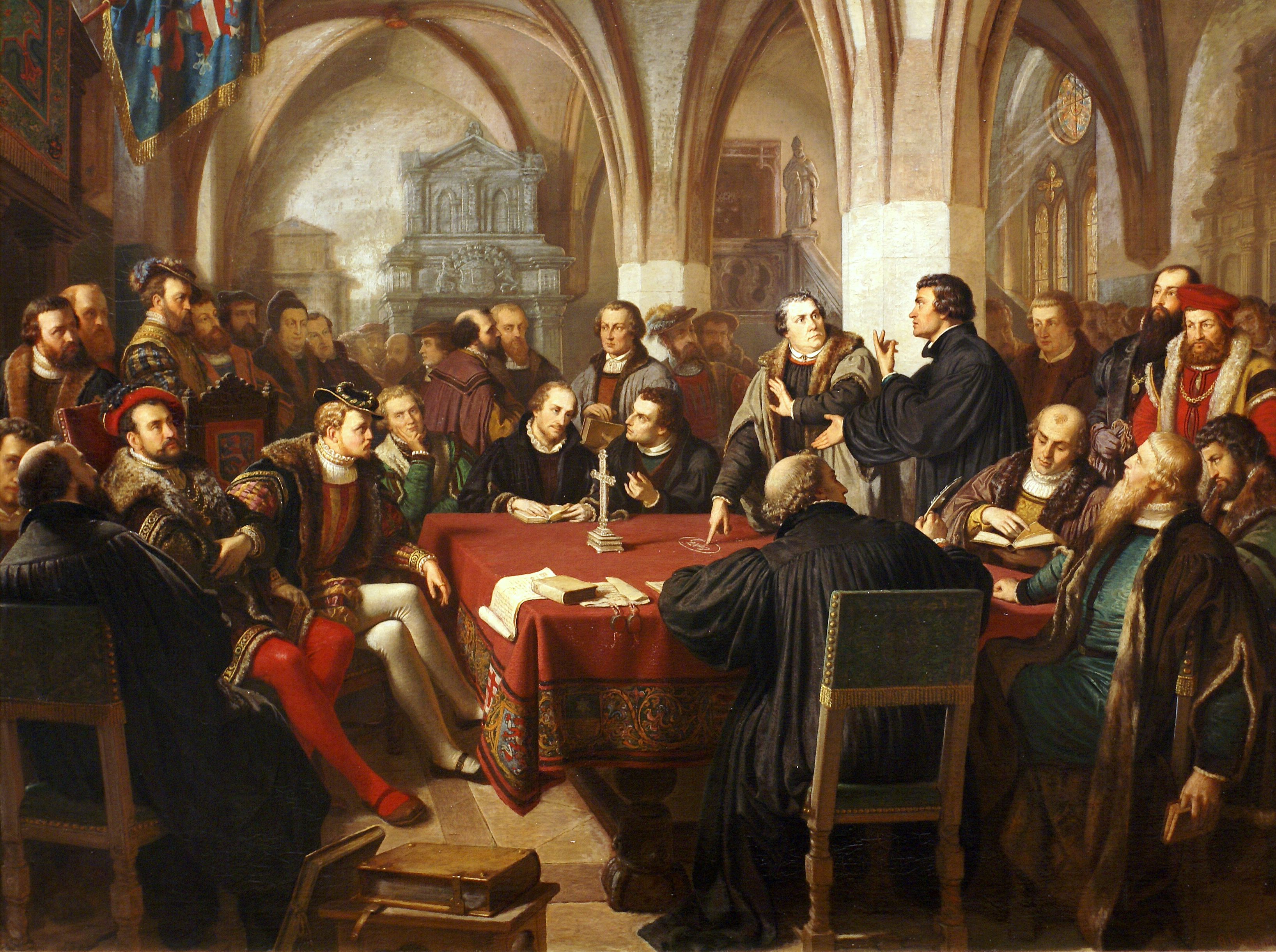
La disputa de Marburgo (cuadro de August Noack)

Lutero y Zuinglio se pusieron de acuerdo sobre catorce temas, pero no acerca del decimoquinto, la Eucaristía.
Lutero estimaba que las palabras Este es mi cuerpo, esta es mi sangre debían interpretarse al pie de la letra como enseñando que el cuerpo y la sangre de Cristo están realmente presentes en el sacramento. Lutero afirmó: "Cuando Dios habla, los pobres hombres deben escuchar" (Wenn Gott etwas redet, so sollen die armen Menschen hören). 
Zuinglio consideraba que el pan y el vino no son más que símbolos de Cristo y que había que interpretar las palabras de institución de la Cena pronunciadas por Jesús Este es mi cuerpo como Esto significa mi cuerpo. Y manifestó: "Dios no nos exige que creamos en lo incomprensible" (Gott mutet uns nicht zu, das Unbegreifliche zu glauben). 
Al final del coloquio Lutero resumió: "Nuestro espíritu y vuestro espíritu no están en consonancia" (Unser Geist und euer Geist reimt sich nicht zusammen).
El año siguiente, en la Dieta de Augsburgo de 1530, los zuinglianos y los luteranos hablaron de los mismos temas y presentaron las mismas divergencias.